# Rolling Papers
Rolling Papers es el tercer álbum de estudio del rapero estadounidense Wiz Khalifa. Fue estrenado el 29 de marzo de 2011 por Atlantic Records y Rostrum Records. En el álbum hay colaboraciones de Too Short, Curren$y y Chevy Woods. Fueron lanzados los sencillos "Black and Yellow", "Roll Up", "On My Level" y "No Sleep".
Rolling Papers debutó en el número 2 del Billboard Hot 200, con 197 000 copias vendidas en Estados Unidos durante su primera semana. Recibió críticas mixtas, alabando los estribillos pero criticando la limitada cantidad de temas cubiertos en las letras.

## Lista de canciones
| N.º | Título                               | Escritor(es)                                        | Productor(es)                      | Duración |  |
| 1.  | «When I'm Gone»                      | Cameron Jibril Thomaz, Eric Dan                     | I.D. Labs                          | 4:08     |  |
| 2.  | «On My Level» (con Too Short)        | Thomaz, Todd Anthony Shaw, James Scheffer           | Jim Jonsin                         | 4:32     |  |
| 3.  | «Black and Yellow»                   | Thomaz, Mikkel Storleer Eriksen, Tor Erik Hermansen | StarGate                           | 3:37     |  |
| 4.  | «Roll Up»                            | Thomaz, Eriksen, Hermansen, Kevin McCall            | StarGate                           | 3:47     |  |
| 5.  | «Hopes & Dreams»                     | Thomaz, Brandon Carrier                             | Brandon Carrier                    | 3:58     |  |
| 6.  | «Wake Up»                            | Thomaz, Eriksen, Hermansen                          | StarGate                           | 3:46     |  |
| 7.  | «The Race»                           | Thomaz, Dan                                         | I.D. Labs                          | 5:35     |  |
| 8.  | «Star of the Show» (con Chevy Woods) | Thomaz, Dan                                         | I.D. Labs                          | 4:46     |  |
| 9.  | «No Sleep»                           | Thomaz, Benjamin Levin, Noel Fisher                 | Benny Blanco, Noel "Detail" Fisher | 3:11     |  |
| 10. | «Get Your Shit»                      | Thomaz, Dan                                         | I.D. Labs                          | 4:36     |  |
| 11. | «Top Floor»                          | Thomaz, Andrew Wansel, Warren Felder                | Andrew "Pop" Wansel, Oak           | 3:42     |  |
| 12. | «Fly Solo»                           | Thomaz, Dan                                         | I.D. Labs                          | 3:20     |  |
| 13. | «Rooftops» (con Curren$y)            | Thomaz, Shante Scott Franklin, Brandon Green        | Bei Maejor, Clinton Sparks         | 4:20     |  |
| 14. | «Cameras»                            | Thomaz, Dan                                         | I.D. Labs                          | 4:29     |  |

| Target CD/DVD deluxe edition |                                                   |          |  |
| N.º                          | Título                                            | Duración |  |
| 15.                          | «Middle of You» (con Chevy Woods, Nikkiya y MDMA) | 4:16     |  |
| 16.                          | «Stoned»                                          | 3:31     |  |

| iTunes bonus track |                                 |          |  |
| N.º                | Título                          | Duración |  |
| 15.                | «Taylor Gang» (con Chevy Woods) | 5:35     |  |

## Personal[5]

### Músicos
- Andrew Luftman - guitarra

### Producción
| - Darren Ankenman – fotografía - Chris Athens – mastering - Benny Blanco – ingeniería, guitarra, instrumentación, productor, programación - Amanda Berkowitz – A&R - Big Jerm – ingeniero, productor, ingeniero vocal - Tim Blacksmith – productor ejecutivo - Christopher Bodie – ilustraciones - Greg Gigendad Burke – director artístico, diseño - Brandon Carrier – compositor, productor - E. Dan – ingeniero, mezclas, productor - Eric Dan – compositor - Danny D – productor ejecutivo - Sarah Demarco – coordinador de proyecto - Zvi Edelman – A&R - Tor Erik – instrumentación - M.S. Eriksen – compositor - Mikkel S. Eriksen – ingeniero, instrumentación - Warren "Oak" Felder – compositor - Shante Franklin – compositor - Lanre Gaba – A&R - Chris Gehringer – mastering - Serban Ghenea – mezclas - Brandon Greene – compositor - Benjy Grinberg – productor ejecutivo | - John Hanes – mezclas - T.E. Hermansen – compositor - Tor Erik Hermansen – instrumentación - Matt Huber – asistente, ingeniero - Jim Jonsin – teclados, productor, programación - Benjamin Levin – compositor - Jeremy "J Boogs" Levin – productor de coordinación - Damien Lewis – ingeniero asistente - Bei Maejor – productor - Robert Marks – ingeniero, mezclas - Danny Morris – compositor, teclados - Don Murray – ingeniero - Tim Roberts – ingeniero asistente - Nick Romei – mánager - James Scheffer – compositor - Todd Shaw – compositor - Stargate – productor - Phil Tan – mezclas - Cameron Thomaz – compositor - Miles Walker – ingeniero - Andrew Wansel – compositor - Pop Wansel – productor - Jason Wilkie – asistente |

## Lista de posiciones y certificaciones

### Lista de posiciones
| Lista (2011)                     | Posición máxima |
| -------------------------------- | --------------- |
| Canadian Albums Chart            | 2               |
| Dutch Albums Chart               | 49              |
| EEUU Billboard 200               | 2               |
| EEUU Top R&B/Hip Hop Albums      | 1               |
| EEUU Top Rap Albums              | 1               |
| French Albums Chart              | 60              |
| Norwegian Albums Chart (Valonia) | 35              |
| Swiss Albums Chart               | 68              |
| UK Albums Chart                  | 47              |
| UK R&B Albums Chart              | 7               |

| País           | Proveedor | Certificación (ventas) |
| -------------- | --------- | ---------------------- |
| Estados Unidos | RIAA      | Oro                    |